# Eerde (Brabant-Septentrional)
Eerde est un village situé dans la commune néerlandaise de Meierijstad, dans la province du Brabant-Septentrional. Le 1er janvier 2006, le village comptait environ 1 519 habitants.